# Parorthocladius unicentrus
Parorthocladius unicentrus är en tvåvingeart som beskrevs av Liu och Wang 2005. Parorthocladius unicentrus ingår i släktet Parorthocladius och familjen fjädermyggor. Inga underarter finns listade i Catalogue of Life.